# Batalha de Castelnuovo

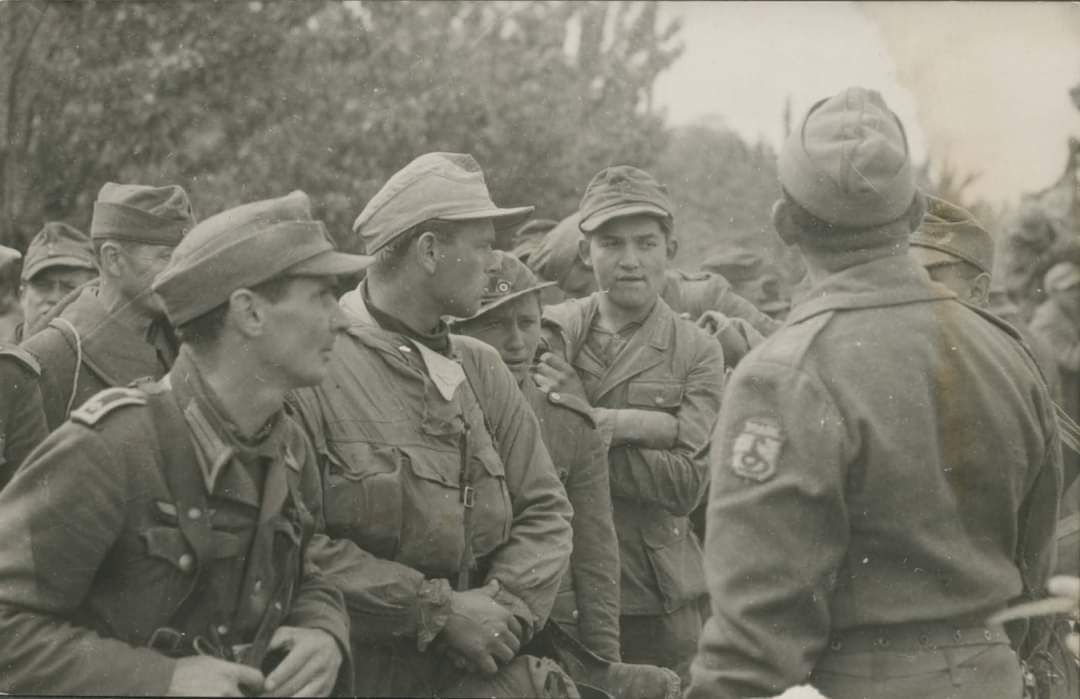
Prisioneiros alemães da Força Expedicionária Brasileira

A Batalha de Castelnuovo, ocorrida nos dias 5 e 6 de março de 1945, foi um confronto militar durante a Segunda Guerra Mundial, no contexto da Campanha da Itália. A batalha envolveu forças alemãs e da Força Expedicionária Brasileira (FEB).

## Contexto
Durante a Segunda Guerra Mundial, a FEB foi enviada para lutar ao lado dos Aliados na Itália. A força brasileira, composta por cerca de 25 000 soldados, enfrentou diversas batalhas importantes ao longo da campanha.

## Preparativos
No início de março de 1945, as forças brasileiras estavam posicionadas no vale do Rio Reno, na região da Emilia-Romagna, no norte da Itália. O objetivo estratégico era avançar e capturar posições alemãs, enfraquecendo as defesas do Eixo na região.

## A Batalha
5 de março de 1945:
As tropas brasileiras iniciaram um ataque coordenado contra as posições alemãs em Castelnuovo. O terreno montanhoso e as condições climáticas adversas dificultaram o avanço. Os combates foram intensos, com forte resistência por parte das forças alemãs, que estavam bem entrincheiradas e utilizavam o terreno elevado a seu favor. A artilharia e o suporte aéreo aliados desempenharam um papel crucial, bombardeando posições defensivas alemãs e fornecendo cobertura para o avanço brasileiro.
6 de março de 1945:
A batalha continuou com combates corpo a corpo e ataques de infantaria. As forças brasileiras conseguiram, gradualmente, avançar e tomar posições estratégicas ao redor de Castelnuovo. O moral e a determinação das tropas brasileiras foram fatores decisivos para o sucesso. Apesar das baixas, continuaram a pressionar as defesas alemãs. No final do dia 6 de março, as forças brasileiras conseguiram capturar Castelnuovo, forçando os alemães a recuar.

## Consequências
A vitória brasileira em Castelnuovo contribuiu para o avanço aliado na Itália, enfraquecendo as defesas alemãs na região e facilitando operações subsequentes. A batalha destacou a coragem e a eficácia das tropas brasileiras, fortalecendo sua reputação entre as forças aliadas. As lições aprendidas em Castelnuovo foram aplicadas em operações futuras, contribuindo para o sucesso contínuo da FEB na campanha italiana.
A Batalha de Castelnuovo é lembrada pela bravura e competência das forças brasileiras durante a Segunda Guerra Mundial, demonstrando seu compromisso e sacrifício na luta contra as forças do Eixo.